# Zolotoje kolco
A Zolotoje kolco (oroszul: Золотое кольцо) orosz népzenei együttes, mely népdalok mellett saját szerzeményű műdalokat is előad. 1988-ban alapította Alekszandr Kosztyuk és felesége, Nagyezsda Kadiseva. Először külföldön léptek fel, csak 1993-ban kötött velük szerződést orosz kiadó, a Szojuz, ekkortól lettek ismertek Oroszországban.

## Diszkográfia
- Kalinka (Калинка) (Perestroika, Németország, 1990)
- Zolotoje kolco (Золотое кольцо) (Russzkij Gyiszk [Русский Диск], 1991)
- Made In Japan (Build INC., Japán, 1993)
- Vinovata li ja... (Виновата ли я...) (Sztugyija Szojuz [Студия Союз], 1995)
- Tyecsot rucsej (Течёт ручей) (Sztugyija Szojuz, 1995)
- Pecsalnij vetyer (Печальный ветер) (Sztugyija Szojuz, 1995)
- Ocsarovatyelnije glazki (Очаровательные глазки) (Sztugyija Szojuz, 1996)
- Uhogyi, gore (Уходи, горе) (Sztugyija Szojuz, 1997)
- Milaja roscsa (Милая роща) (Sztugyija Szojuz, 1998)
- Zacsem eto leto… (Зачем это лето…) (Sztugyija Szojuz, 1999)
- Ah, szugyba moja, szugyba (Ах, судьба моя, судьба) (Sztugyija Szojuz, 2000)
- Podari, berjozka (Подари, берёзка) (Sztugyija Szojuz, 2002)
- Placset dozsgyik (Плачет дождик) (Kvadro Gyiszk [Квадро Диск], 2003)
- Kogda-nyibugy (Когда-нибудь) (Sztugyija Szojuz, 2003)
- Siroka reka (Широка река) (Sztugyija Szojuz, 2004)
- Moja ljubov (Моя любовь) (Sztugyija Szojuz, 2006)
- Russzkij albom (Русский альбом) (Kvadro Gyiszk, 2006)
- Poszvjascsenyie zemle russzkoj (Посвящение земле русской) (Kvadro Gyiszk, 2007)
- Zazsigajem vnov!!! (Зажигаем вновь!!!) (Sztugyija Szojuz, 2008))
- I vnov ljubov... (И вновь любовь...) (Kvadro Gyiszk, 2009)
- Szudaruska (Сударушка) (Kvadro Gyiszk, 2010)
- I ljetszja pesznya... (И льется песня...) (Kvadro Gyiszk, 2012)
- Szvetyat zvjozdi (Светят звёзды) (Kvadro Gyiszk, 2013)
- Ti rjadom (Ты рядом) (Kvadro Gyiszk, 2014)